# 雨宮亜衣
雨宮 亜衣（あめみや あい、11月4日 - ）は、東京都出身のファッションモデル。大妻女子大学家政学部ライフデザイン学科卒業。特技は、カラーセラピー、フルーツベジタブルカービング、料理、着付け。spacecraft所属。川崎歩惟は旧名。そのCMへの出演回数の多さから「影のCM女王」と呼ばれる。

## 映画
- 「中学生日記」山下敦弘監督
- 「黄色い涙」犬童一心監督-千恵子役-
- 「愛のむきだし」園子温監督

## TVCM・ PV
- コーセーコスメポート「クリアターン エッセンスマスク」「肌リズム」「コエンリッチQ10」(CM)
- レキットベンキーザー・ジャパン「エアーウィックアクアパール」(CM)
- プレナス「ほっともっと」(CM)
- マルコメ「プラス糀」(CM)
- 大鵬薬品「ゼノール」(CM)
- JR東日本「行くぜ、東北。」(CM)
- 三井不動産レジデンシャル(CM)
- ABCマート(CM)
- ダスキン「スタイルフロア ララ」(CM)
- ミツカン「ぽんジュレ」(CM)
- ニッスイ「おさかなのソーセージ」(CM)
- ロート製薬「メンソレータムエクシブ」(CM)
- 花王「ハミングneo」(CM)
- IKEA「IKEA カタログ 2012」(CM)
- 東京ガス「バリューリース」(CM)
- アサヒビール「スタイルフリー」(CM)
- デアゴスティーニ「ディズニーアクセサリーコレクション」(CM)
- レキット・ジャパン「薬用せっけんミューズ」(CM)
- ユニリーバ「ダヴ」 (CM)
- 資生堂「TSUBAKI」(CM)
- 花王「8×4」(CM)
- メイベリンニューヨーク「ピュアミネラル」(CM)
- ナリス化粧品「デ・アイム」(CM)
- 第一三共ヘルスケア「システィナC」（CM）
- サントリー「ジョッキ生」(CM)
- アサヒ飲料「WONDA」(CM)
- 日立製作所「白くまくん」(CM)
- リクルート「とらばーゆ」(CM)
- サークルKサンクス(CM)
- 日本マクドナルド「ピタマック・タンドリーチキントマト」(CM)
- 不二家「ホームパイ」(CM)
- スターツピタットハウス「ピタットハウス」(CM)
- モード学園「総合メディカル学園」(CM)
- 湯快リゾート（CM）
- My Little Lover「あふれる」(PV)
- DJ OZMA「One Night」(PV)
- 富士重工業スバル 「インプレッサSPORT」(CM)
- 加藤水産「加藤水産 2014数の子ポーリポリ」（CM）

## スチール広告
- 無印良品（スチール）
- 花王「ロリエ きれいスタイル」（スチール）
- NTTドコモ（スチール）
- アップリカ「コランビギ」（スチール）
- インテリジェンス「an」（スチール）
- リクルート「B-ing」（スチール）
- 日産自動車（スチール）
- エバー航空（スチール）
- コスモ石油（スチール）
- スクロール「micosuper」（スチール）

## 雑誌
- 「ランドネ」＜表紙＞（エイ出版）
- 「anan」（マガジンハウス）
- 「Hanako」（マガジンハウス）
- 「クロワッサン」（マガジンハウス）
- 「からだにいいこと」（祥伝社）
- 「L25」（リクルート）
- 「アウトドアスタイルBOOK」（エイ出版）